# Dairy Queen

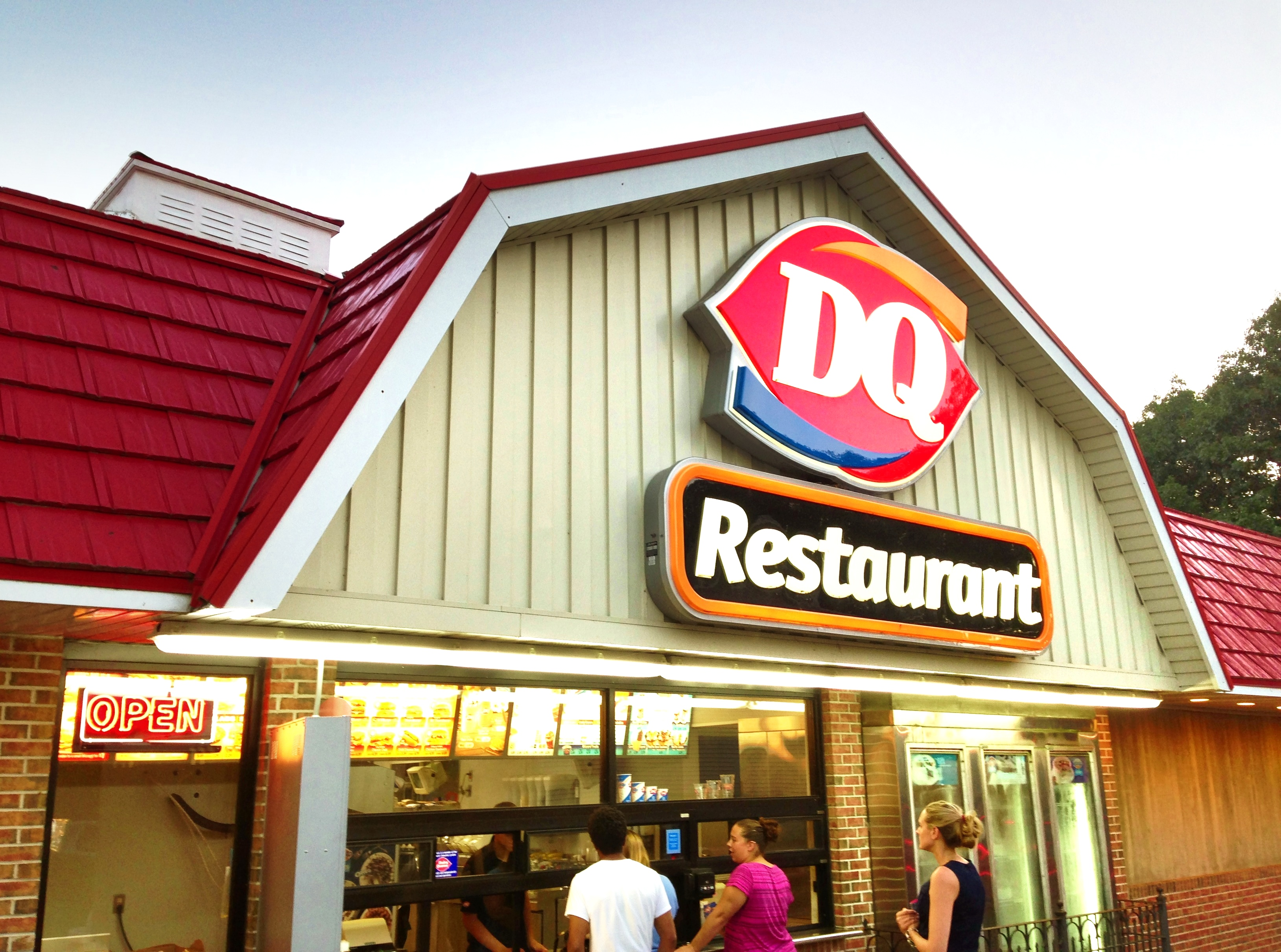
Restaurant Dairy Queen, juillet 2013.

Dairy Queen, souvent abrégé DQ, est une chaîne de restauration rapide américaine spécialisée dans les glaces italiennes dirigée par International Dairy Queen, Inc, également dirigeant des branches Orange Julius et Karmelkorn (en). Le premier Dairy Queen a ouvert ses portes en 1940 à Joliet (Illinois). Le quartier général de la chaîne est localisé à Edina, dans le Minnesota,.

## Histoire
Le menu des glaces italiennes dans la restauration rapide fut développé en 1938 par John Fremont « Grandpa » McCullough, (1871‒1963), et son fils Bradley. Tous deux réussissent à convaincre leurs amis d'offrir des crèmes glacées à Kankakee (Illinois). Dès la première journée de vente, Noble sert plus de 1 600 fois leur nouveau dessert glacé à la carte en seulement deux heures. Noble et la famille McCullough ouvrent par la suite leur magasin nommé Dairy Queen en 1940 à Joliet (Illinois). Ce Dairy Queen n'étant plus opérationnel depuis les années 1950, il reste toujours localisé au 501 N Chicago Street. Depuis 1940, DQ est une franchise qui s'étend globalement. L'État comptant le plus de Dairy Queen aux États-Unis est le Texas ; dans le pays, il opère sous le nom de American Dairy Queen,. Fin 2006, Dairy Queen revendique plus de 5 600 magasins DQ installés dans une douzaine de pays ; environ 4 600 de ses magasins (approximativement 85 %) sont localisés aux États-Unis,,.
DQ fut l'une des premières franchises en restauration rapide, passant de 10 magasins en 1941 à 100 en 1947, 1 446 en 1950, et 2 600 en 1955. Le premier magasin au Canada est ouvert à Estevan, en Saskatchewan, en 1953. Le symbole de Dairy Queen en rouge est intronisé en 1959. La société devient International Dairy Queen, Inc. (IDQ) en 1962. En 1987, IDQ acquiert la chaîne Orange Julius. En 2010, Dairy Queen compte plus de 5 700 magasins localisés dans 19 pays, avec 652 locations hors des frontières nord-américaines. Dairy Queen étant l'une des plus grandes franchises au monde spécialisées dans les glaces italiennes, ses principaux rivaux incluent : Baskin-Robbins, Ben & Jerry's, Braum's, Carvel, Culver's, Foster's Freeze, Good Times Burgers & Frozen Custard, McDonald's, Sonic Drive-In, Tastee Freez, et TCBY.
Le plus grand Dairy Queen aux États-Unis est localisé à Bloomington (Illinois). Celui le plus prisé est implanté à Rosedale (Maryland). Le DQ le plus grand du monde est celui de Riyad, en Arabie saoudite. Le DQ le plus prisé au monde est situé à Moncton, Nouveau-Brunswick, au Canada.